# Acacia ferocior
Acacia ferocior é uma espécie de leguminosa do gênero Acacia, pertencente à família Fabaceae.